# Unión Chocó
Unión Chocó est le chef lieu de la comarque indigène Emberá-Wounaan, dans la province de Darién au Panama à la frontière avec la Colombie.

## Situation
La ville d'Unión Chocó est située, à 61 mètres d'altitude, dans le district de Cémaco qui compte 9 497 habitants dont elle est la capitale.
C'est la plus grande ville de la région.

## Géographie
La région autour d'Unión Chocó est plat au sud-ouest, mais au nord-est, il est vallonné.
Le point culminant de la région, situé à 19 km à l'est d'Unión Chocó, est de 1 305 mètres.

## Climat
Le climat est de type tropical subtropical humide. La température moyenne est de 22°C. Le mois le plus chaud est le mois d'avril, avec 24°C, et le mois de juillet est le plus froid, avec 20°C.
La pluviométrie moyenne est de 3 488 millimètres par an.
Le mois le plus humide est le mois de juillet, avec 550 millimètres de pluie, et le mois de février le plus sec, avec 28 millimètres.